# Divizia Națională 2014-2015
Divizia Națională 2014-2015 este cel de-al 24-lea sezon din istoria Diviziei Naționale, prima ligă de fotbal din Republica Moldova. Competiția a început pe 25 iulie 2014, odată cu meciul Sheriff Tiraspol 2-1 FC Tiraspol și s-a terminat pe 20 mai 2015, cu 4 meciuri ale ultimei etape, printre care și meciul decisiv dintre Milsami Orhei și Dacia Chișinău, încheiat cu scorul de 2–1 în favoarea echipei din Orhei, fapt care a consemnat în premieră câștigarea titlului național de clubul Milsami Orhei.

## Echipe
Sezonul 2014-2015 al Diviziei Naționale a început cu 11 echipe la „grila de start”. La data de 20 noiembrie 2014, după 12 meciuri disputate în campionat, echipa FC Costuleni și-a anunțat retragerea din campionat. Pe 4 decembrie 2014 și clubul Veris Chișinău și-a anunțat retragerea din campionat după cea de-a 16-a etapă (13 meciuri disputate). În primele zile din decembrie 2014, după o înfrângere în fața Daciei, se vorbea despre retragerea clubului Zimbru Chișinău din campionat; de la echipă au plecat antrenorul Oleg Kubarev și o serie de jucători-cheie, dar echipa și-a continuat evoluția în campionat, încheind sezoul pe locul 6 cu doar 24 de puncte acumulate – de departe cel mai slab sezon din istoria clubului.

### Stadioane
| Club                 | Localitate   | Stadion                   | Capacitate |
| -------------------- | ------------ | ------------------------- | ---------- |
| Academia Chișinău    | Chișinău     | CPSM                      | 1.000      |
| FC Costuleni         | Costuleni    | Stadionul Ghidighici      | 1.500      |
| Dacia Chișinău       | Chișinău     | Stadionul Moldova (Speia) | 8.550      |
| Dinamo-Auto Tiraspol | Tiraspol     | Stadionul Dinamo-Auto     | 3.525      |
| Milsami Orhei        | Orhei        | CSR Orhei                 | 2.539      |
| Zaria Bălți          | Bălți        | Stadionul Olimpia Bălți   | 5.953      |
| Saxan Gagauz Yeri    | Ceadîr-Lunga | Stadionul Ceadîr-Lunga    | 2.000      |
| Sheriff Tiraspol     | Tiraspol     | Stadionul Sheriff         | 13.460     |
| FC Tiraspol          | Tiraspol     | Stadionul Sheriff         | 13.460     |
| Veris Chișinău       | Chișinău     | CSR Orhei                 | 2.539      |
| Zimbru Chișinău      | Chișinău     | Stadionul Zimbru          | 10.600     |

### Personal și sponsori
| Echipa      | Oraș         | Antrenor         | Căpitan             | Producător echipament | Sponsor pe tricou |
| ----------- | ------------ | ---------------- | ------------------- | --------------------- | ----------------- |
| Academia    | Chișinău     | Vladimir Vusatîi | Denis Calincov      | Macron                |                   |
| Costuleni   | Costuleni    | Laurențiu Tudor  | Yakup Sertkaya      | Joma                  | Cavio             |
| Dacia       | Chișinău     | Dejan Vukićević  | Miloš Krkotić       | Puma                  | -                 |
| Dinamo-Auto | Tiraspol     | Dumitru Arabadji | Stanislav Namașco   | Umbro                 | Ipotecniy         |
| Milsami     | Orhei        | Iurie Osipenco   | Cornel Gheți        | Joma                  | Dufremol          |
| Zaria       | Bălți        | Nicolae Bunea    | Denis Cristofovici  | Acerbis               | Simtravel         |
| Saxan       | Ceadîr-Lunga | Volodimir Liutîi | Andrei Porfireanu   |                       |                   |
| Sheriff     | Tiraspol     | Veaceslav Rusnac | Miral Samardžić     | Adidas                | IDC               |
| Tiraspol    | Tiraspol     | Vlad Goian       | Gheorghi Gheorghiev | Adidas                | Tirotex           |
| Veris       | Chișinău     | Lilian Popescu   | Viorel Frunză       | Joma                  | Moldcell          |
| Zimbru      | Chișinău     | Oleg Kubarev     | Iulian Erhan        | Puma                  | Obolon            |

### Schimbări de antrenori
| Echipa             | Antrenor demisionar            | Metoda de despărțire    | Data plecării     | Poziția în clasament | Antrenor contractat        | Data numirii      |
| ------------------ | ------------------------------ | ----------------------- | ----------------- | -------------------- | -------------------------- | ----------------- |
| Academia Chișinău  | Valeriu Catană                 | Sfârșitul contractului  | 25 iulie 2014     | pre-sezon            | Vladimir Vusatîi           | 25 iulie 2014     |
| Sheriff Tiraspol   | Veaceslav Rusnac               | Demis                   | 14 august 2014    | 7                    | Zoran Zekić                | 14 august 2014    |
| Dinamo-Auto        | Dumitru Arabadji               | Demis                   | 17 august 2014    | 11                   | Nicolae Mandrâcenco        | 17 august 2014    |
| Dinamo-Auto        | Nicolae Mandrâcenco            | Demis                   | 3 septembrie 2014 | 11                   | Igor Negrescu              | 3 septembrie 2014 |
| Zaria Bălți        | Nicolae Bunea                  | Demis                   | 1 noiembrie 2014  | 9                    | Leonid Tcaci               | 1 noiembrie 2014  |
| Dacia Chișinău     | Dejan Vukićević                | Demis                   | 4 noiembrie 2014  | 4                    | Veaceslav Semionov         | 4 noiembrie 2014  |
| FC Tiraspol        | Vlad Goian                     | Demis                   | 15 decembrie 2014 | 5                    | Lilian Popescu             | 15 decembrie 2014 |
| Zimbru Chișinău    | Oleg Kubarev                   | Demis                   | 17 decembrie 2014 | 6                    | Veaceslav Rusnac           | 17 decembrie 2014 |
| Zaria Bălți        | Leonid Tcaci                   | Comun acord             | 11 martie 2015    | 8                    | Serghei Dubrovin           | 11 martie 2015    |
| Saxan Ceadîr-Lunga | Volodimir Liutîi               | Demis                   | 19 aprilie 2015   | 6                    | Ivan Burduniuc (interimar) | 19 aprilie 2015   |
| Dacia Chișinău     | Veaceslav Semionov (interimar) | Sfârșitul interimatului | 26 aprilie 2015   | 1                    | Igor Dobrovolski           | 26 aprilie 2015   |

## Clasament
| Poz | Echipa               | MJ | V  | E | Î  | GM | GP | G   | Pct | Promovare sau retrogradare                         |
| --- | -------------------- | -- | -- | - | -- | -- | -- | --- | --- | -------------------------------------------------- |
| 1   | Milsami Orhei        | 24 | 17 | 4 | 3  | 50 | 15 | +35 | 55  | Turul doi preliminar al Ligii Campionilor 2015–16  |
| 2   | Dacia Chișinău       | 24 | 17 | 4 | 3  | 48 | 13 | +35 | 55  | Primul tur preliminar UEFA Europa League 2015–16   |
| 3   | Sheriff Tiraspol     | 24 | 17 | 4 | 3  | 56 | 16 | +40 | 55  | Primul tur preliminar UEFA Europa League 2015–16   |
| 4   | FC Tiraspol          | 24 | 14 | 2 | 8  | 49 | 28 | +21 | 44  |                                                    |
| 5   | Saxan Ceadîr-Lunga   | 24 | 8  | 6 | 10 | 20 | 30 | −10 | 30  | Primul tur preliminar UEFA Europa League 2015–16 3 |
| 6   | Zimbru Chișinău      | 24 | 7  | 6 | 11 | 23 | 19 | +4  | 27  |                                                    |
| 7   | Academia Chișinău    | 24 | 5  | 2 | 17 | 18 | 47 | −29 | 17  |                                                    |
| 8   | Dinamo-Auto Tiraspol | 24 | 4  | 2 | 18 | 23 | 63 | −40 | 14  |                                                    |
| 9   | Zaria Bălți          | 24 | 4  | 0 | 20 | 10 | 66 | −56 | 12  |                                                    |
| 10  | Veris Chișinău       | 0  | 0  | 0 | 0  | 0  | 0  | 0   | 0   | Retrasă din campionat 2                            |
| 11  | FC Costuleni         | 0  | 0  | 0 | 0  | 0  | 0  | 0   | 0   | Retrasă din campionat 1                            |

Ultima actualizare: 20 mai 2015
Sursa: FMF
Reguli de clasare: 
1st points; 2nd head-to-head points; 3rd head-to-head goal difference; 4th head-to-head goals scored; 5th goal difference; 6th number of goals scored; 7th Fair Play competition.
POZ = Poziția în clasament; (C) = Campioană; (R) = Retrogradată; (P) = Promovată; (E) = Eliminată; (O) = Câștigătoare de play-off; (A) = Avansează în runda următoare. 
Aplicabil doar când sezonul nu este terminat: 
(Q) = Calificare în faza competiției indicată; (TQ) = Calificare în competiție, dar încă nu în faza indicată; (RQ) = Calificată în competiția de retrogradare indicată; (DQ) = Descalificată din competiție.

1. FC Costuleni s-a retras oficial din campionat pe 20 noiembrie 2014.

2. FC Veris s-a retras oficial din campionat pe 5 decembrie 2014.

3. FC Tiraspol, a patra clasată la finele sezonului, s-ar fi calificat pentru primul tur preliminar al UEFA Europa League, dar după încheierea sezonului 2014–15 echipa s-a desființat. Ca rezultat, în locul său în Europa League va evolua FC Saxan, a cincea clasată.

### Poziționare pe runde
Următorul tabel prezintă pozițiile echipelor după fiecare rundă a competiției.
| Club \ Etapa         | ‎‎1 | 2 | 3 | 4 | 5 | 6 | 7 | 8 | 9 | 10 | 11 | 12 | 13 | 14 | 15 | 16 | 17 | 18 | 19 | 20 | 21 | 22 | 23 | 24 | 25 | 26 | 27 | 28 | 29 | 30 | 31 | 32 | 33 |
| -------------------- | - | - | - | - | - | - | - | - | - | -- | -- | -- | -- | -- | -- | -- | -- | -- | -- | -- | -- | -- | -- | -- | -- | -- | -- | -- | -- | -- | -- | -- | -- |
| Academia Chișinău    | 8 | 8 | 8 | 8 | 8 | 8 | 8 | 8 | 8 | 8  | 8  | 8  | 8  | 8  | 7  | 7  | 7  | 7  | 7  | 7  | 7  | 7  | 7  | 7  | 7  | 7  | 7  | 7  | 7  |    |    |    |    |
| Dacia Chișinău       | 5 | 1 | 1 | 1 | 1 | 1 | 1 | 1 | 1 | 2  | 2  | 2  | 3  | 3  | 2  | 1  | 1  | 1  | 1  | 2  | 1  | 2  | 1  | 1  | 2  | 1  | 1  | 1  | 1  |    |    |    |    |
| Dinamo-Auto Tiraspol | 9 | 9 | 9 | 9 | 9 | 9 | 9 | 9 | 9 | 9  | 9  | 9  | 9  | 9  | 9  | 9  | 9  | 9  | 9  | 9  | 9  | 9  | 9  | 9  | 9  | 9  | 9  | 9  | 8  |    |    |    |    |
| Milsami Orhei        | 3 | 7 | 5 | 6 | 6 | 4 | 4 | 3 | 4 | 5  | 3  | 3  | 2  | 2  | 3  | 2  | 2  | 2  | 2  | 1  | 3  | 1  | 2  | 2  | 1  | 2  | 2  | 2  | 2  |    |    |    |    |
| Saxan Ceadîr-Lunga   | 4 | 6 | 4 | 3 | 3 | 3 | 3 | 2 | 3 | 3  | 4  | 4  | 5  | 5  | 4  | 4  | 4  | 4  | 5  | 5  | 5  | 5  | 5  | 5  | 5  | 6  | 5  | 6  | 6  |    |    |    |    |
| Sheriff Tiraspol     | 1 | 2 | 6 | 4 | 4 | 6 | 5 | 4 | 2 | 1  | 1  | 1  | 1  | 1  | 1  | 3  | 3  | 3  | 3  | 3  | 2  | 3  | 3  | 3  | 3  | 3  | 3  | 3  | 3  |    |    |    |    |
| FC Tiraspol          | 7 | 3 | 3 | 2 | 2 | 2 | 2 | 5 | 5 | 4  | 5  | 5  | 4  | 4  | 5  | 5  | 5  | 5  | 4  | 4  | 4  | 4  | 4  | 4  | 4  | 4  | 4  | 4  | 4  |    |    |    |    |
| Zaria Bălți          | 2 | 5 | 7 | 7 | 7 | 7 | 7 | 7 | 6 | 7  | 7  | 7  | 7  | 7  | 8  | 8  | 8  | 8  | 8  | 8  | 8  | 8  | 8  | 8  | 8  | 8  | 8  | 8  | 9  |    |    |    |    |
| Zimbru Chișinău      | 6 | 4 | 2 | 5 | 5 | 5 | 6 | 6 | 7 | 6  | 6  | 6  | 6  | 6  | 6  | 6  | 6  | 6  | 6  | 6  | 6  | 6  | 6  | 6  | 6  | 5  | 6  | 5  | 5  |    |    |    |    |
| FC Costuleni         | 6 | 8 | 9 | 9 | 8 | 9 | 8 | 7 | 7 | 8  | 8  | 8  | 8  |    |    |    |    |    |    |    |    |    |    |    |    |    |    |    |    |    |    |    |    |
| Veris Chișinău       | 1 | 1 | 4 | 2 | 3 | 4 | 6 | 4 | 2 | 1  | 2  | 2  | 2  |    |    |    |    |    |    |    |    |    |    |    |    |    |    |    |    |    |    |    |    |

Ultima actualizare: 12 May 2015
Sursa: Kicker.de de

## Marcatori
Actualizat la 26 mai 2015.
| Poziție | Jucător             | Club             | Goluri |
| ------- | ------------------- | ---------------- | ------ |
| 1       | Ricardinho          | Sheriff Tiraspol | 19     |
| 2       | Gheorghe Boghiu     | FC Tiraspol      | 13     |
| 3       | Romeo Surdu         | Milsami Orhei    | 12     |
| 4       | Petru Leucă         | Dacia Chișinău   | 11     |
| 5       | Cristian Bud        | Milsami Orhei    | 9      |
| 6       | Juninho Potiguar    | Sheriff Tiraspol | 8      |
| 7       | Vadim Cemîrtan      | Dinamo-Auto      | 7      |
| 8       | Gheorghe Ovseanicov | FC Tiraspol      | 5      |
| 8       | Radu Gînsari        | Sheriff Tiraspol | 5      |
| 8       | Maxim Mihaliov      | Dinamo-Auto      | 5      |
| 8       | Serhii Șapoval      | FC Tiraspol      | 5      |

### Hat-trick-uri
| Legendă | Legendă                        |
| ------- | ------------------------------ |
| 4       | Jucător care a marcat 4 goluri |
| 5       | Jucător care a marcat 5 goluri |

| Jucător             | Echipa gazdă         | Echipa oaspete       | Rezultat  | Data              |
| ------------------- | -------------------- | -------------------- | --------- | ----------------- |
| Viorel Frunză       | Dinamo-Auto Tiraspol | Veris Chișinău       | 0–5anulat | 28 iulie 2013     |
| Romeo Surdu         | Milsami Orhei        | Dinamo-Auto Tiraspol | 6–0       | 29 august 2014    |
| Ricardinho          | FC Tiraspol          | Sheriff Tiraspol     | 2–4       | 25 octombrie 2014 |
| 4 Ricardinho        | Sheriff Tiraspol     | Dinamo-Auto Tiraspol | 7–2       | 13 decembrie 2014 |
| Vadim Cemîrtan      | Dinamo-Auto Tiraspol | Zaria Bălți          | 4–0       | 4 martie 2015     |
| Viorel Frunză       | Dacia Chișinău       | Dinamo-Auto Tiraspol | 6–2       | 20 martie 2015    |
| Gheorghe Boghiu     | FC Tiraspol          | Academia Chișinău    | 5–0       | 20 martie 2015    |
| Petru Leucă         | Dacia Chișinău       | Academia Chișinău    | 8–1       | 15 mai 2015       |
| Irakli Goginashvili | Academia Chișinău    | Saxan Ceadîr-Lunga   | 1–4       | 20 mai 2015       |

## Clean sheets
La 16 mai 2015.
| Poziție | Jucător             | Club                        | Clean sheets |
| ------- | ------------------- | --------------------------- | ------------ |
| 1       | Dorian Railean      | Dacia Chișinău              | 12           |
| 2       | Radu Mîțu           | Milsami Orhei               | 11           |
| 2       | Serghei Pașcenco    | Sheriff Tiraspol            | 11           |
| 4       | Alexei Coșelev      | Saxan (6) & FC Tiraspol (4) | 10           |
| 5       | Denis Rusu          | Zimbru Chișinău             | 8            |
| 6       | Gheorgi Gheorgiev   | FC Tiraspol                 | 6            |
| 7       | Artiom Gaiduchevici | Dacia Chișinău              | 5            |
| 8       | Ghenadie Moșneaga   | Zaria Bălți                 | 3            |
| 8       | Anatolii Chirinciuc | Zimbru Chișinău             | 3            |
| 8       | Dumitru Radu        | FC Saxan                    | 3            |
| 8       | Matías Omar Degra   | Sheriff Tiraspol            | 3            |

## Disciplinar
La 22 mai 2015.
| Loc | Jucător              | Club                                   | Yellow card | Double Yellow Card/Ejection · Double Yellow Card/Ejection | Red Card | Puncte |
| --- | -------------------- | -------------------------------------- | ----------- | --------------------------------------------------------- | -------- | ------ |
| 1   | Eugeniu Celeadnic    | Academia Chișinău                      | 4           | 1                                                         | 1        | 9      |
| 2   | Yacouba Hamba        | FC Saxan                               | 6           | 1                                                         | 0        | 8      |
| 3   | Victor Mudrac        | Dinamo-Auto                            | 7           | 0                                                         | 0        | 7      |
| 4   | Kouassi Kouadja      | FC Saxan                               | 3           | 0                                                         | 1        | 6      |
| 4   | Andrei Novicov       | FC Tiraspol                            | 6           | 0                                                         | 0        | 6      |
| 4   | Vladimir Cheptenari  | Zaria Bălți                            | 6           | 0                                                         | 0        | 6      |
| 4   | Akhmet Barakhoyev    | Dacia Chișinău                         | 6           | 0                                                         | 0        | 6      |
| 4   | Maxim Boghiu         | Academia Chișinău                      | 4           | 1                                                         | 0        | 6      |
| 9   | Yevhen Smyrnov       | FC Tiraspol                            | 3           | 1                                                         | 0        | 5      |
| 9   | Kyrylo Sydorenko     | FC Tiraspol                            | 5           | 0                                                         | 0        | 5      |
| 9   | Alexandru Cheltuială | Academia Chișinău                      | 2           | 0                                                         | 1        | 5      |
| 9   | Volodymyr Zastavnyi  | Dacia Chișinău                         | 5           | 0                                                         | 0        | 5      |
| 9   | Maksym Havrylenko    | Dacia Chișinău                         | 5           | 0                                                         | 0        | 5      |
| 9   | Vitalie Grijuc       | Zaria Bălți                            | 5           | 0                                                         | 0        | 5      |
| 9   | Adil Rhaili          | Milsami Orhei                          | 5           | 0                                                         | 0        | 5      |
| 9   | Gheorghe Andronic    | Milsami Orhei                          | 5           | 0                                                         | 0        | 5      |
| 9   | Ricardinho           | Sheriff Tiraspol                       | 5           | 0                                                         | 0        | 5      |
| 9   | Alexandru Onică      | Zimbru Chișinău                        | 5           | 0                                                         | 0        | 5      |
| 9   | Victor Truhanov      | FC Saxan                               | 2           | 0                                                         | 1        | 5      |
| 9   | Denis Iliescu        | Dinamo-Auto                            | 3           | 1                                                         | 0        | 5      |
| 9   | Maxim Focșa          | Dinamo-Auto(3) & Academia Chișinău (2) | 5           | 0                                                         | 0        | 5      |